# Lieskau (Spremberg)
Lieskau, niedersorbisch Lěsk, ist ein Ortsteil der brandenburgischen Stadt Spremberg im Landkreis Spree-Neiße (Brandenburg), im Süden der Niederlausitz an der Grenze zur Oberlausitz. Lieskau war bis 2002 eine selbständige Gemeinde.

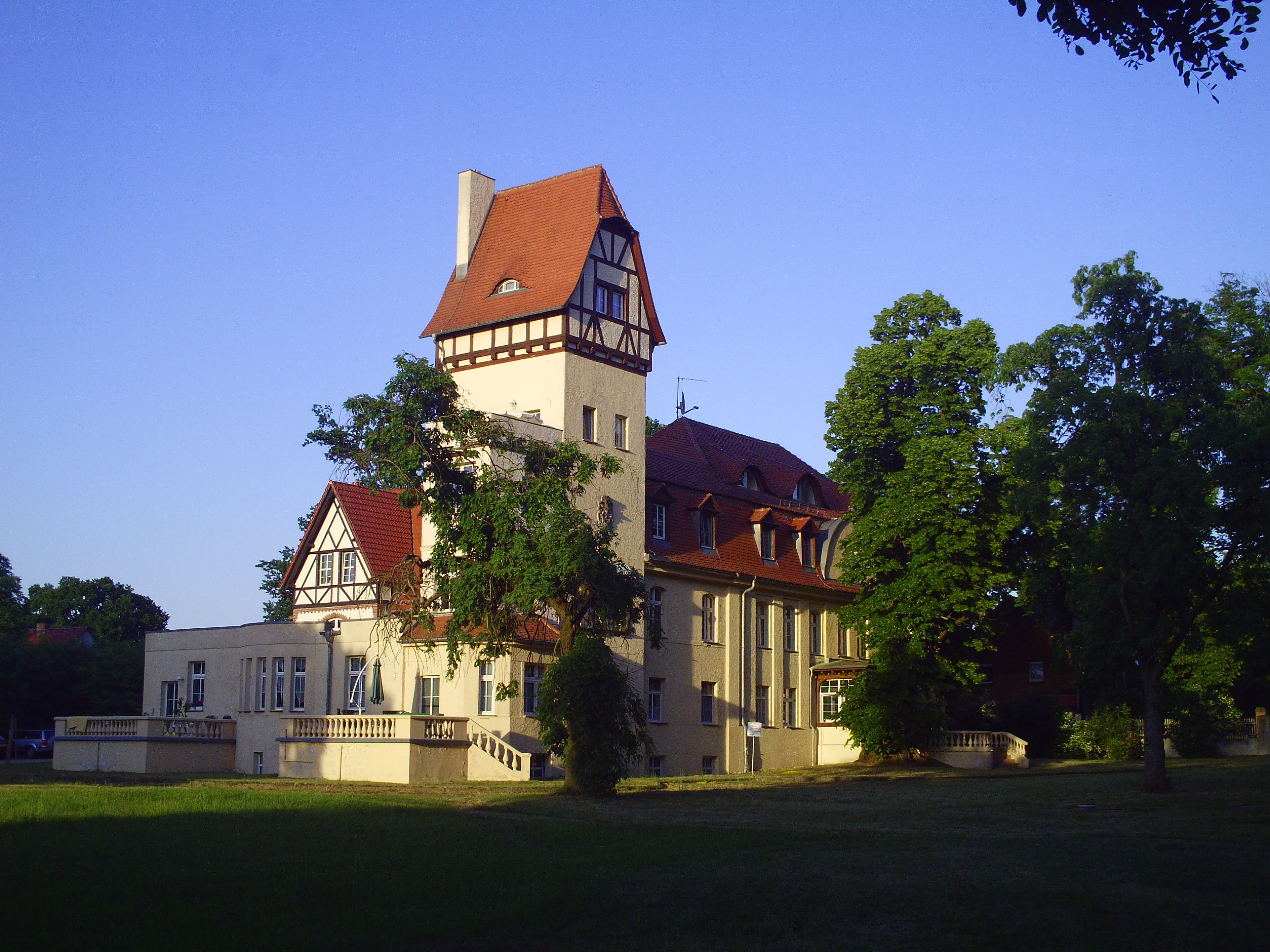
Schloss Lieskau

## Lage
Lieskau ist der östlichste Ortsteil der Stadt Spremberg. Der Ort mit einer Gesamtfläche von etwa 550 ha befindet sich westlich des Muskauer Faltenbogens und liegt etwa 10 Kilometer vom Spremberger Stadtkern entfernt an der Bundesstraße 156, die von Spremberg kommend in östlicher Richtung nach Bad Muskau führt. Rund drei Kilometer südlich liegt Schleife und rund 12 Kilometer südöstlich liegt die Stadt Weißwasser. Südlich des Ortes verläuft die Grenze zwischen Brandenburg und Sachsen sowie die der Nieder- und Oberlausitz. In etwa 21 Kilometer nördlicher Entfernung verläuft die Bundesautobahn 15 sowie 46 Kilometer westlich die Bundesautobahn 13. Lieskau, zählt zum niedersorbischen oder wendischen Siedlungsgebiet.
Die Gemarkung von Lieskau grenzt im Norden an die Gemarkung von Reuthen, im Osten an die Gemarkung von Groß Düben (Sachsen), im Süden an die Gemarkung von Schleife (Sachsen) und im Westen an die Gemarkung von Schönheide. Der Ort ist über zwei Abzweige von der B 156 zu erreichen. Eine kleine Straße führt nach Süden weiter nach Schleife.
Der Ortskern von Lieskau liegt auf 141 m ü. NHN. Höchste Erhebung ist die Ellahöhe an der westlichen Gemarkungsgrenze mit 163 m ü. NHN. Tiefster Punkt ist bei Seeteich mit 129 m ü. NHN

## Geschichte
Die erste urkundliche Erwähnung Lieskaus datiert aus dem Jahre 1474 als Lyeßk. 1527 heißt der Ort Lysgau und 1540 Lischke. Der Name leitet sich von lěsk, lěsko = kleiner Laubwald oder lěska= Haselstaude, Haselgeträuch her. Nach Lehmann war Lieskau nach seiner Dorfstruktur ein Weiler.
Auf Lieskau und Kromlau (beide zur Herrschaft Priebus gehörig) sowie in Neustadt/Spree (Oberlausitz) ist für das Ende des 15./Anfang des 16. Jahrhunderts eine Familie von Reichenbach bezeugt. Schon vor 1472 saß Siegmund von Reichenbach auf Lieskau und Kromlau. Er hatte den Lehenbrief noch von Herzog Johann II. (Regierungszeit, 1461–1467 und 1472) erhalten. Um 1474 bat er, dass Lieskau Margarethe von Reichenbach, Tochter seines Vetters als Knechtlehen überlassen wird, und das Dorf Kromlau Otten von Benkendorff Schütze genannt. Die beiden Lehen fielen bald darauf an ihn zurück. 1481 ist er gestorben. Am 8. Januar 1482 erhielten Hanß, Jorg, Cristoffel, Seyffert und Heynrich von Reichenbach, nach dem Tod ihres Vaters, von den Herzögen Ernst und Friedrich den Lehnbrief über Lieskau und Kromlau, wie sie ihr Vater Sigmundt besessen hatte.
1509 wurden Seyfried und seine Brüder Hans, Georg, Cristoffel und Heinrich von Reichenbach, Gebrüder von Friedrich, Johann und Georg von Sachsen, Herzöge von Sagan, mit Lieskau und Kromlau belehnt. Die Güter sollten aber erst an die Brüder von Seyfried fallen, wenn er ohne männliche Leibeserben sterben sollte. 1519 erscheint im Verzeichnis der Saganer Mannen Cristoff Reichenpach zu Lyßkaw. 1520 wurden Christoph und Georg von Reichenbach von Herzog Georg mit Lieskau und Kromlau belehnt.
In der Schatzung von 1527 für den Krieg gegen die Türken wurden die Kracht zu Lysgau mit 1000 Mark veranschlagt. Nach anderer Quelle sollen die Reichenbach’schen Güter 1538 an den Herzog von Sagan heim gefallen sein. 1539 verlieh er Lieskau und Kromlau an Dr. Georg Kommerstädt, der sie umgehend an Philipp von Kracht verkaufte. Am 13. März 1540 wurde Philipp von Kracht und sein Bruder Barthel (oder Bartusch) von Herzog Heinrich von Sagan (und Sachsen) mit Lieskau und Kromlau belehnt. 1527 war bereits Albrecht von Kracht mit Strega (Gubenischer Kreis) belehnt worden, mitbelehnt waren seine Vettern Philipp und Bartusch von Kracht. Nachdem Albrecht 1530 ohne Leibeserben gestorben war, fiel Strega den beiden Brüdern Philipp und Bartusch zu. In der brüderlichen Teilung übernahm Philipp Strega, während Bartusch das Dorf Wendisch Rietz in der Herrschaft Storkow erwarb. Philipp von Kracht war mit Ursula von Sparr verheiratet, mit der er drei Söhne hatte, Bartusch, Heinrich und Caspar. Er konnte 1541 auch Türkendorf und einen Anteil von Klein Loitz von Dr. Georg Kommerstädt erwerben. Bartusch scheint ohne Leibeserben gestorben zu sein.
1576 besaß Bartusch von Kracht, der Sohn des Philipp, Lieskau, der auch das nah gelegene Türkendorf und einen Anteil von Klein Loitz von seinem Vater geerbt hatte. Mitbelehnt waren seine Brüder Heinrich und Caspar auf Strega (Gubenischer Kreis). Nach dem Register der Ritterdienste der Fürstentümer Sagan, Priebus und Naumburg vom 10. Juni 1594 musste Barthusch von Kracht zu Lißko ein Ritterpferd im Kriegsfall stellen. Auch dieser Bartusch von Kracht hatte keine Leibeserben und 1596 sind die Söhne seines Bruders Heinrich, Philipp, Christoph, Heinrich, Bartusch, Alexander und Rufus Besitzer von Lieskau, Strega, Türkendorf und Anteil Klein Loitz. Mitbelehnt waren die Söhne seines Bruders Caspar: Eustach, Caspar, Ernst und Hans Georg. 1606 war von den sechs Söhnen des Heinrich, der jüngere Heinrich schon gestorben. Sie erhielten 1606 einen gemeinsamen Lehenbrief. Ernst von Kracht konnte 1621 die Rittergüter Gosda und Klinge von Antonius von Kottwitz erwerben. Die von Kracht haben Lieskau 1611 an die von Pannwitz verkauft.
1615 erhielten verschiedene Vettern von Pannwitz einen Gesamtlehenbrief über Lieskau. Durch die Aufzählung von Orten in der näheren Umgebung ist klar, dass dieses Lieskau gemeint ist. Nach Lehmann sollen aber die von Kracht auch noch 1624 in Lieskau ansässig gewesen sein; dies ist wohl ein Irrtum, denn für die von Pannwitz liegen verschiedene Lehenbriefe von 1615 bis 1640 vor. Nach W. von Pannwitz war Lieskau wohl an Siegmund von Pannwitz gekommen. Er war 1608 mündig geworden und heiratete um 1613 Eva von List. Ihm gehörte neben Lieskau, auch Welsickendorf, Hornow und Bagenz. Siegmund von Pannwitz starb 1634 in Peitz an der Pest und wurde am 3. April 1634 in Peitz begraben. Seine Frau war noch vor ihm gestorben. Erbe war der Sohn Adolf von Pannwitz, der um 1622 geboren worden war. Er war mit Helene Marianne von Loeben verheiratet. Adolf von Pannwitz starb 1682. Die Witwe heiratete in zweiter Ehe Georg Henning von Oertzen. Die Tochter Anna Margarethe heiratete vor 1683 den Bartusch Heinrich von Kracht auf Türkendorf.
Nach Lehmann folgten auf die von Pannwitz bis spätestens 1674 die von Briesen, die bis mind. 1742 Besitzer von Lieskau gewesen sein sollen. Nach Houwald kaufte dagegen der polnisch-sächsische Jagdjunker Johann Christoph von Grünau 1698 einen Anteil von Lieskau, den er mit 2.500 Talern Ausstattungsgeld seiner Frau Anna Clara von Klitzing, Tochter des Hans Zacharias von Klitzing auf Seese bezahlte. Vermutlich gehörte der andere größere Anteil aber immer noch den von Briesen. 1717 starb in Lübben die Margarethe Elisabeth von Gersdorf, Witwe des Johann Christoph von Briesen auf Lieskau. Am 31. August 1751 verkaufte Gottlob Heinrich von Briesen, wohl der Sohn des Johann Christoph und der Margarethe von Gersdorf das Lehn- und Rittergut Lieske im Priebusschen Kreise für 9.200 Taler an den sächsisch-polnischen Hauptmann Otto Sigismund von Kyckpusch.
Otto Sigismund von Kyckpusch/Kiekebusch war Captain auf der Festung Königstein. Am 16. Juni 1756 erteilte Friedrich II. dem Otto Siegmund von Kyckpusch und seinen ehelichen Leibeserben das schlesische Inkolat (Recht, in Schlesien Landbesitz zu erwerben). Er war mit Friederike Christiane von Nostiz verheiratet. Otto Siegmund starb 1761 und hinterließ zwei minderjährige Söhne Adolf Siegmund Josef und Friedrich Rudolf Otto sowie eine Tochter Johanna Charlotte Elisabeth. 1763 wohnten in Lieskau sechs Gärtner, drei Mietsleute und ein Schäfer. Der Ort hatte außerdem eine Schänke.
1777 überließ der jüngere Bruder dem älteren Bruder Adolf Siegmund Joseph, damals königlich-preußischer Leutnant im von Schwartzschen Regiment Lieskau für 7.500 Taler. Adolf Siegmund Joseph von Kyckpusch blieb nicht lange im Besitz von Lieskau. 1787 hatte Lieskau 68 Einwohner. Das Dorf bestand aus 1 herrschaftlichen Vorwerk, 4 Bauern, 7 Gärtnern, 1 Häusler, 1 Gemeinhause (und) 1 Windmühle. 1791 hatte Lieskau 63 Einwohner.
Um/vor 1796 gehörte der Ort Christian Karl von Witzleben, der 1805 in Lieskau gestorben ist. Er hatte in diesem Jahr Brodtkowitz erworben, ihm gehörte auch Graustein. Er war mit Johanna von Ziegler und Klipphausen verheiratet, die am 26. Dezember 1815 in Lieskau gestorben ist. 1819 wurde in Lieskau eine Schule für die Gemeinden Lieskau und Reuthen gebaut.
Die vier Brüder Gustav, Eduard, Dietrich und Maximilian von Witzleben verkauften Lieskau bald darauf an Wilhelm Karl Friedrich von Jagemann (1786–1863). Er war der Sohn des Ehrenfried Wilhelm Gustav von Jagemann auf Zschorne (Kreis Sorau) und der Johanna Elrike Leopoldine Eleonore Dorothea Friederike von Eicke. Wilhelm Karl Friedrich von Jagemann war mit Ernestine Henriette Wilhelmine Freiin von Troschke verheiratet. Der älteste Sohn Leopold Wilhelm des Paares wurde 1818 auf Lieskau geboren. Doch auch Wilhelm Karl Friedrich von Jagemann blieb nicht lange Besitzer von Lieskau. 1827/28 wurde das Gut schuldenhalber versteigert. 1831 bis 1836 gehörte Lieskau den von Trosky.
Von 1835 bis 1842 gehörte Lieskau dem Friedrich August von Diepow (1794–1842). Er war mit Friedrike Dürr verheiratet, mit der er neun Kinder hatte. Auf ihn folgte eine Familie Dammann bis 1851. In dieser Zeit (1841) wurde das Hypothekenbuch der bäuerlichen Grundstücke im Dorf reguliert.
1848 ist Lieskau als Dorf mit Rittergut, Wasser- und Windmühle, Ziegelei, 35 Häuser und 193 Einwohnern beschrieben.
1851 wird ein J. C. F. Freyschuch (oder Dreyschuh) als Besitzer von Lieskau genannt. In diesem Jahr sequestrierte die Glogau-Sagansche Fürstentums-Landschaft das Gut Lieskau. Für 1853 gibt Berghaus keinen Besitzer an. Nach seinen Angaben hatte das Gur eine Größe von 127 Morgen 160 Quadratruten, davon 405 Morgen 85 Quadratruten Acker, 30 Morgen 64 Quadratruten Wiese und 715 Morgen Forst.
Von 1853 bis 1857 war Ferdinand Freiherr von Strachwitz im Besitz von Lieskau. Er war seit dem 9. Mai 1853 mit Hedwig geb. Gräfin Strachwitz-Sustky-Groß-Zauche und Kamminietz, geschiedene Reichsgräfin von Arco verheiratet, mit der er acht Kinder hatte.
1850 waren von 200 Einwohnern noch 188 wendischsprachig. 1858 hatte Lieskau 31 Häuser und 211 Einwohner. Im Dorf standen eine Dampfbrennerei, eine Ziegelei und eine herrschaftliche Wasser- und Ölmühle, Besitzerin von Lieskau war Frau Witwe Schmidt.
Von spätestens 1861 bis mind. 1879 gehörte das Rittergut Lieskau dem Dr. phil. Georg Schacht, Für 1863 gibt Adolf Frantz die Größe des Rittergutes mit 1228 Morgen an, davon 405 Morgen Acker, 30 Morgen Wiesen und 715 Morgen Forst. Dr. Georg Schacht hatte 1862 zusammen mit Grubeninspektor Peukert auf der Feldmark Lieskau nach Braunkohlen gesucht. Kurz danach (1862/63) wurde die Grube „Guter Anfang“ angefahren, 1863 die Grube „August“ und 1864 die Grube „Anna“. 1864/65 wurde im nördlichen Teil der Feldmark Lieskau die Grube „Mathilde“ angefahren. 1868 wurden mit den Gruben „Hesperus“ und „Aurora“ zwei weitere Braunkohlengruben erschlossen.
1867 standen in Lieskau 39 Häuser; das Dorf hatte 225 Einwohner. Von Es gab eine Wind- und Wassermühle, eine Ziegelei, eine Schänke und drei Gehöfte etwas außerhalb des Ortskerns und ein Braunkohlenwerk „Guter Anfang“ genannt. Der Betrieb der Grube „Mathilde“ wurde nach Insolvenz der Berlin-Spremberger Kohlenwerke AG im Jahr 1902 eingestellt. Sie gelangte anschließend durch Zwangsversteigerung an die Fa. Adolf Bleichert & Co. aus Leipzig-Gohlis, diese beabsichtigte aber nicht die Wiederinbetriebnahme, sondern baute lediglich die von ihr errichtete Drahtseilbahn wieder ab. 1879 betrieb Dr. Schacht auch eine Brennerei in Lieskau.
Rudolf Lehmann nennt für 1882/83 noch einen Besitzer namens Michel.
1885 gehörte das Gut in Lieskau Julius Hermann Eckelmann in Althöfchen bei Nossen. Er ließ Lieskau von einem Inspektor Reinhard Uhlemann bewirtschaften. Das Gut hatte damals eine Gesamtgröße von 315 ha, davon 183 ha Acker, 5 ha Wiesen, 8 ha Weiden und 106 ha Wald. Der Grundsteuerreinertrag war mit 1977 Mark angesetzt. Eckelmann behielt das Gut nicht lange und auch die folgenden Besitzer verkauften jeweils schnell wieder. Lehmann nennt für 1887 einen Teichmann und für 1888 bis 1890 noch einen Besitzer namens Haase. 1890 wurde von der Grube Mathilde zum Bahnhof Spremberg eine Kohlebahn angelegt.
1891 erwarb Paul Heinrich von Wühlisch das Gut in Lieskau. Er war seit dem 4. Juni 1896 mit Magdalena von Hagen, Tochter des Ernst Heinrich von Hagen auf Schönheide bei Spremberg und der Anna Amalie Ella Gerlach. verheiratet. Die Ehe blieb kinderlos. Die Größe des Gutes ist im Handbuch des Grundbesitzes im Deutschen Reiche von 1896 mit 320 ha angegeben, davon 181,35 ha Acker, 7,7 ha Wiesen, 6,3 ha Weiden, 105,85 ha Forst, 17,7 ha Wasser und 0,6 ha Unland. Unter der Rubrik Züchtung spezieller Viehrassen und Verwerthung des Viehbestandes ist Zucht und Haltung von Ostpreussischen, Holländer und Meissner Schweine angegeben. 1907 hatte Paul Heinrich von Wühlisch ganz auf Gründüngungswirtschaft umgestellt. Er ließ das Gut von einem Verwalter Kurt Richter bewirtschaften. Nach Niekammer’s Güter-Adreßbuch für die Provinz Brandenburg hatte er kein Nutzvieh auf dem Hof, lediglich 14 Pferde. 1923 hatte der Verwalter gewechselt; er hieß nun Fritz Schütz. Niekammer’s Güter-Adreßbuch für die Provinz Brandenburg vermerkt dazu, Nutzviehloser Betrieb, Motorpflug, Hochintensive Getreidezentrifuge. Neben 13 Pferden wurden 2 Milchkühe gehalten, wahrscheinlich für den Eigenbedarf. Er starb 1942 und das Gut erbte dessen Neffe Georg von Wühlisch (1883–1944), der 1944 in Russland fiel. In der Bodenreform wurde das Gut enteignet.
| Bevölkerungsentwicklung von 1787 bis 2018 | Bevölkerungsentwicklung von 1787 bis 2018 | Bevölkerungsentwicklung von 1787 bis 2018 | Bevölkerungsentwicklung von 1787 bis 2018 | Bevölkerungsentwicklung von 1787 bis 2018 | Bevölkerungsentwicklung von 1787 bis 2018 | Bevölkerungsentwicklung von 1787 bis 2018 | Bevölkerungsentwicklung von 1787 bis 2018 | Bevölkerungsentwicklung von 1787 bis 2018 | Bevölkerungsentwicklung von 1787 bis 2018 | Bevölkerungsentwicklung von 1787 bis 2018 | Bevölkerungsentwicklung von 1787 bis 2018 | Bevölkerungsentwicklung von 1787 bis 2018 | Bevölkerungsentwicklung von 1787 bis 2018 | Bevölkerungsentwicklung von 1787 bis 2018 | Bevölkerungsentwicklung von 1787 bis 2018 | Bevölkerungsentwicklung von 1787 bis 2018 | Bevölkerungsentwicklung von 1787 bis 2018 | Bevölkerungsentwicklung von 1787 bis 2018 |
| ----------------------------------------- | ----------------------------------------- | ----------------------------------------- | ----------------------------------------- | ----------------------------------------- | ----------------------------------------- | ----------------------------------------- | ----------------------------------------- | ----------------------------------------- | ----------------------------------------- | ----------------------------------------- | ----------------------------------------- | ----------------------------------------- | ----------------------------------------- | ----------------------------------------- | ----------------------------------------- | ----------------------------------------- | ----------------------------------------- | ----------------------------------------- |
| Jahr                                      | 1787                                      | 1792                                      | 1818                                      | 1846                                      | 1858                                      | 1871                                      | 1890                                      | 1910                                      | 1925                                      | 1939                                      | 1946                                      | 1950                                      | 1964                                      | 1971                                      | 1981                                      | 1991                                      | 2001                                      | 2018                                      |
| Einwohner                                 | 68                                        | 63                                        | 145                                       | 176                                       | 211                                       | 233                                       | 220                                       | 252                                       | 251                                       | 268                                       | 270                                       | 318                                       | 304                                       | 301                                       | 246                                       | 215                                       | 255                                       | 224                                       |

## Kommunale Zugehörigkeit
Der Ort gehörte im ausgehenden Mittelalter und frühen Neuzeit als Exklave zur Herrschaft Priebus, die 1419 mit dem Herzogtum Sagan vereinigt und 1429 an Schlesien angeschlossen wurde. Wie diese Verbindung zustande kam, ist ungeklärt. Lieskau blieb eine schlesische Exklave bis 1816. 1742 bzw. endgültig 1763 wurde Schlesien preußisch und Lieskau wurde somit auch eine preußische Enklave in der sächsischen Niederlausitz. 1815 musste das Königreich Sachsen die Niederlausitz an Preußen abtreten. Damit kamen auch die Nachbarorte an Preußen. Mit der Kreisreform von 1816 kam Lieskau zunächst zum Kreis Spremberg-Hoyerswerda, der bereits 1824 wieder aufgelöst wurde. Lieskau wurde nun wieder zum Kreis Spremberg zugeordnet und blieb auch durch die weiteren Kreisreformen von 1950 und 1952 in der damaligen DDR im Kreis Spremberg. Der Kreis Spremberg wurde 1990 noch in Landkreis Spremberg umbenannt und 1993 mit den Kreisen Forst (Lausitz), Guben und Cottbus zum Landkreis Spree-Neiße zusammengeschlossen wurde.
Um 1860 war Lieskau in einen Gemeindebezirk und einen Gutsbezirk aufgeteilt. Mit der Bildung der Amtsbezirke 1874 wurde Lieskau dem Amtsbezirk 3 Reuthen zugewiesen. Zum Amtsvorsteher wurde 1875 der Rittergutsbesitzer de Villeneuve von Bloischdorf bestimmt. 1928 wurden Gemeindebezirk und Gutsbezirk zur Landgemeinde Lieskau vereinigt. Mit der Bildung der Ämter im Land Brandenburg 1992 schloss sich Lieskau mit 13 anderen Gemeinden zum Amt Hornow/Simmersdorf zusammen. Zum 31. Dezember 2002 wurde Lieskau mit den Gemeinden Groß Luja, Türkendorf, Graustein und Schönheide in die Stadt Spremberg eingemeindet. Das Amt Hornow-Simmersdorf wurde zum 5. März 2003 auf Anordnung des Ministeriums des Innern des Landes Brandenburg aufgelöst. Seite 2003 ist Lieskau ein Ortsteil von Spremberg. Ein Ortsbeirat bestehend aus drei Mitgliedern, der die Interessen des Ortes gegen die Stadtverordnetenversammlung vertritt, Er wählt aus ihrer Mitte den Ortsvorsteher. Ortsvorsteher (2019) ist Harry Krause.
Seit 2024 ist Franz Grosser Ortsvorsteher.

## Kirchliche Zugehörigkeit
Lieskau hat keine Kirche und hatte wohl auch in der Vergangenheit keine Kirche. Die evangelische Kirchengemeinde gehört zum Kirchspiel Schleife, dessen sieben anderen Dörfer in Sachsen liegen. Das Kirchspiel Schleife gehört zur Evangelischen Kirche Berlin-Brandenburg-schlesische Oberlausitz.

## Denkmale und Sehenswürdigkeiten
Nach der Denkmalliste des Landes Brandenburg für den Landkreis Spree-Neiße ist ein Bodendenkmal
- Nr. 120442 Flur 1: Dorfkern deutsches Mittelalter, Dorfkern Neuzeit

und ein Baudenkmal(ensemble) ausgewiesen.
- Nr. 09125302 Lieskauer Dorfstraße 13, 14, 31, 32 Gutsanlage Lieskau mit Gutshaus, Nebengebäuden, Wirtschaftsgebäuden (südlich des Verwalterhauses), Einfriedung und Befestigung des Gutshofs sowie Park. Das Lieskauer Schloss ist als große Besonderheit der Region im Fachwerkstil erbaut worden.

## Freizeit und Veranstaltungen
Der Ort verfügt über einen Grubenteich, der heute als Badesee genutzt wird. Lieskau hat außerdem ein Gasthaus, das im Jahr 2008 renoviert wurde und nun zusätzlich als Bürgerstube zur Verfügung steht. Neben dem Gasthaus befindet sich eine Raststätte mit Pension.
Regelmäßige jährliche Veranstaltungen sind im Januar das Zampern. Am 30. April wird das Maibaumaufstellen gefeiert. Im Sommer organisiert die Freiwillige Feuerwehr das Vogelschießen.